# Calidroides negro
Calidroides negro är en insektsart som beskrevs av Schwartz 2005. Calidroides negro ingår i släktet Calidroides och familjen ängsskinnbaggar. Inga underarter finns listade i Catalogue of Life.